# Милленотти, Маурицио
Маури́цио Миллено́тти (итал. Maurizio Millenotti; род. 12 июня 1946, Реджоло, Реджо-нель-Эмилия, Эмилия-Романья, Италия) — итальянский художник по костюмам.

## Биография
Маурицио Милленотти родился 12 июня 1946 года в Реджоло, в итальянской провинции Реджо-нель-Эмилия. Закончил профессиональный технический институт (Istituto Tecnico Professionale) в Реджо-нель-Эмилии. После этого поехал в Париж, где в течение четырёх месяцев изучал историю искусств и дизайн. После учёбы работал в парижской мастерской, в которой разрабатывали маски и костюмы.
После возвращения в Италию принял приглашение о сотрудничестве от известного дизайнера и коллекционера Умберто Тирелли и переехал в Рим, где три года работал в мастерской «Сартории Тирелли». В течение 9 лет работал ассистентом художника по костюмам сначала у Лючии Мирисола, затем у Габриэллы Пескуччи. В этот период становится ассистентом художника по костюмам в кино.
В 1980 году в фильме «Город женщин» режиссёра Федерико Феллини впервые работал ассистентом художника по костюмам. В 1983 году в другом фильме Феллини «И корабль плывёт…» впервые работал художником по костюмам. За эту работу Милленотти был удостоен премии «Серебряная лента». Дважды был номинирован на премии «Оскар» за костюмы в фильмах режиссёра Франко Дзеффирелли: «Отелло» (1986) и «Гамлет» (1991). В 1998 году за костюмы в фильме режиссёра Джузеппе Торнаторе «Легенда о пианисте» был удостоен премии «Давид ди Донателло».
Маурицио Милленотти создал костюмы ко многим популярным кинофильмам, среди которых «Живот архитектора» (1987), «Бессмертная возлюбленная» (1994), «Анна Каренина» (1997), «Малена» (2000), «Как важно быть серьёзным» (2002), «Страсти Христовы» (2004), «Тристан и Изольда» (2006), «Лучшее предложение» (2012).

## Творчество

### Фильмография
Ассистент художника по костюмам
1. 1980 — Город женщин / La città delle donne, реж. Ф. Феллини

Художник по костюмам
1. 1982 — Красавец мой, красавица моя / Bello mio, bellezza mia
2. 1983 — И корабль плывёт… / E la nave va, реж. Ф. Феллини
3. 1984 — / Un caso d'incoscienza (ТВ)
4. 1985 — Муссолини и я / Mussolini and I
5. 1986 — Отелло / Otello (фильм-опера), реж. Ф. Дзеффирелли
6. 1987 — Живот архитектора / The Belly of an Architect, реж. П. Гринуэй
7. 1988 — На высокой волне / Qualcuno in ascolto
8. 1989 — Музыка для старых животных / Musica per vecchi animali
9. 1989 — / Piccoli equivoci
10. 1990 — Гамлет / Hamlet, реж. Ф. Дзеффирелли
11. 1990 — Голос луны / La voce della luna
12. 1991 — Женщины в юбках / Donne con le gonne
13. 1992 — Атлантида / L'Atlantide
14. 1992 — Джекпот / Jackpot
15. 1993 — Тайна старого леса / Il segreto del bosco vecchio
16. 1993 — О смерти, о любви / Dellamorte Dellamore
17. 1994 — Бессмертная возлюбленная / Immortal Beloved, реж. Б. Роуз
18. 1996 — Приключения Пиноккио / The Adventures of Pinocchio
19. 1997 — Анна Каренина / Anna Karenina, реж. Б. Роуз
20. 1997 — / Il viaggio della sposa
21. 1998 — Легенда о пианисте / La leggenda del pianista sull'oceano, реж. Дж. Торнаторе
22. 1998 — Праздника не будет / L'ultimo capodanno
23. 1998 — Мой Дикий Запад / Il mio West
24. 1999 — / Il pesce innamorato
25. 2000 — Арабские приключения / Arabian Nights (ТВ)
26. 2001 — / Amici ahrarara
27. 2000 — Малена / Malèna, реж. Д. Торнаторе
28. 2002 — Как важно быть серьёзным / The Importance of Being Earnest, реж. О. Паркер
29. 2003 — Чужая ошибка / Ma che colpa abbiamo noi
30. 2004 — Страсти Христовы / The Passion of the Christ, реж. М. Гибсон
31. 2004 — В стеклянном доме / Lives of the Saints
32. 2006 — Тристан и Изольда / Tristan + Isolde, реж. К. Рейнольдс
33. 2006 — Прощай, любимая / Arrivederci amore, ciao
34. 2006 — Я и Наполеон / N (Io e Napoleone)
35. 2006 — Божественное рождение / The Nativity Story
36. 2006 — Аида / Aida (ТВ, опера)
37. 2007 — Великая тысяча / Eravamo solo mille (ТВ)
38. 2007 — Сто гвоздей / Centochiodi
39. 2008 — Говори со мной о любви / Parlami d'amore
40. 2008 — Это выполнимо / Si può fare
41. 2009 — Три дамы и свадебные платья / Tris di donne & abiti nuziali
42. 2009 — Дань уважения Риму / Omaggio a Roma (короткометражный)
43. 2010 — Другой мир / Un altro mondo
44. 2011 — Картонная деревня / Il villaggio di cartone
45. 2011 — Золушка / Cenerentola (ТВ)
46. 2012 — Реальность / Reality
47. 2012 — Лучшее предложение / La migliore offerta, реж. Д. Торнаторе

### Театр
Художник по костюмам
1. «Аида» Джузеппе Верди, постановка Франко Дзеффирелли
2. «Фальстаф» Джузеппе Верди
3. «Дон Жуан» Вольфганга Амадея Моцарта, постановка Франко Дзеффирелли, театр «Арена ди Верона» (Италия)

## Награды и номинации
Премия «Серебряная лента»
- «Город женщин» (1980), реж. Ф. Феллини

Премия «Давид ди Донателло»
- «Легенда о пианисте» (1998), реж. Дж. Торнаторе

2 номинации на премию «Оскар»
- «Отелло» (1986), реж. Ф. Дзеффирелли
- «Гамлет» (1991), реж. Ф. Дзеффирелли